# Žďárek (Chyše)
Žďárek (do roku 1950 Žďár, německy Scheer) je malá vesnice, část města Chyše v okrese Karlovy Vary v Karlovarském kraji. Nachází se asi tři kilometry východně od Chyš. Žďárek leží v katastrálním území Žďárek u Chyší o rozloze 2,7 km².

## Historie
První písemná zmínka o vesnici pochází z roku 1576.

## Obyvatelstvo
Při sčítání lidu v roce 1921 zde žilo 71 obyvatel (z toho 73 mužů) německé národnosti a římskokatolického vyznání. Podle sčítání lidu z roku 1930 měla vesnice sedmdesát obyvatel s nezměněnou národnostní a náboženskou strukturou.
|                                                                | 1869 | 1880 | 1890 | 1900 | 1910 | 1921 | 1930 | 1950 | 1961 | 1970 | 1980 | 1991 | 2001 | 2011 | 2021 |
| -------------------------------------------------------------- | ---- | ---- | ---- | ---- | ---- | ---- | ---- | ---- | ---- | ---- | ---- | ---- | ---- | ---- | ---- |
| Obyvatelé                                                      | 93   | 82   | 84   | 86   | 81   | 71   | 70   | 19   | 14   | 9    | 4    | 7    | 8    | 2    | 11   |
| Domy                                                           | 20   | 20   | 20   | 18   | 16   | 16   | 16   | 7    | —    | 2    | 2    | 2    | 2    | 2    | 6    |
| Počet domů z roku 1961 je zahrnut v domech místní části Chyše. |      |      |      |      |      |      |      |      |      |      |      |      |      |      |      |

## Obecní správa
Při sčítání lidu v letech 1869–1930 Žďárek byl samostatnou obcí v okrese Žlutice. V roce 1950 byl osadou obce Podštěly v okrese Podbořany. Od roku 1960 je částí města Chyše v okrese Karlovy Vary.

## Pamětihodnosti
- Kaple sv. Vavřince z druhé poloviny 19. století

## Galerie

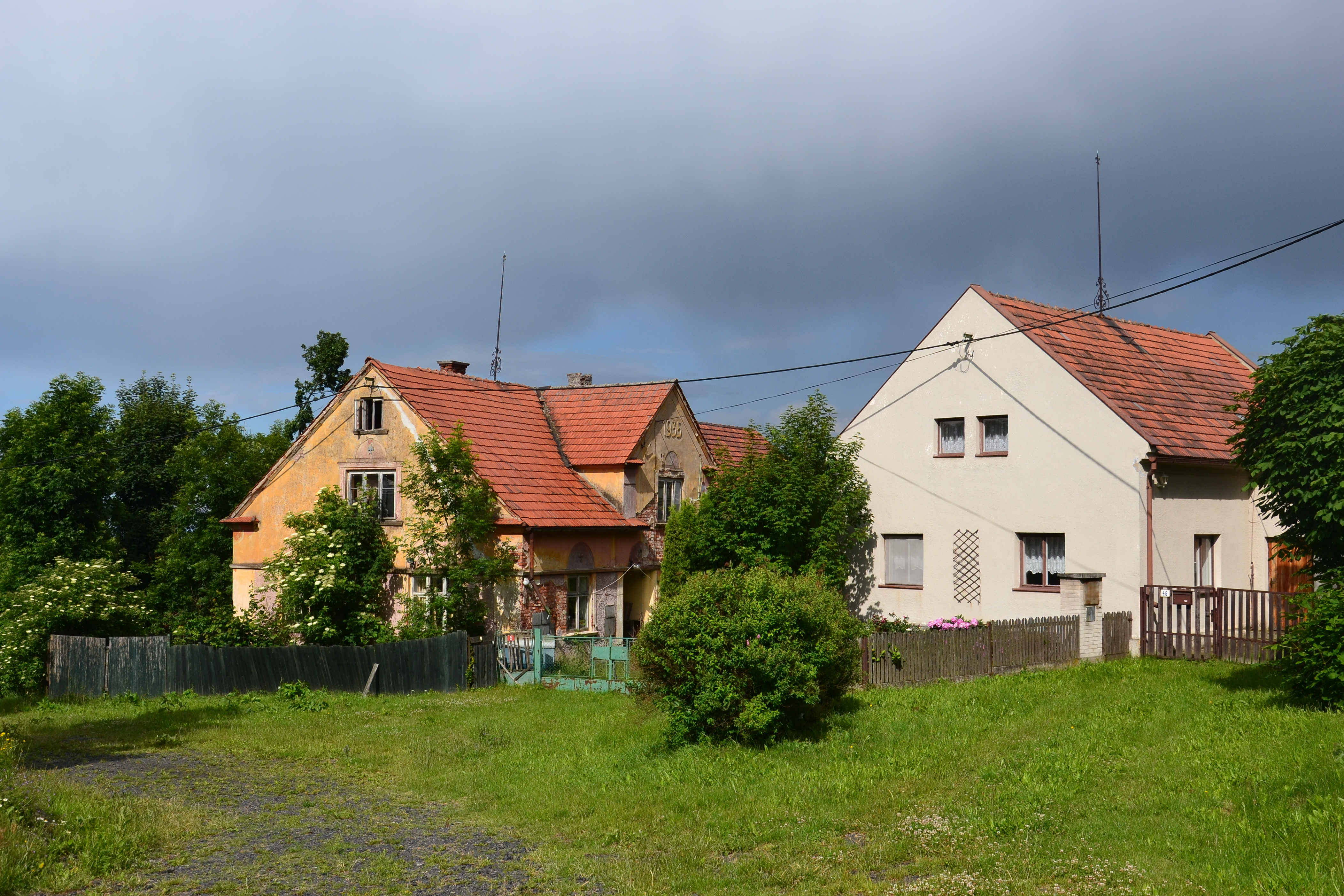
Domy na návsi
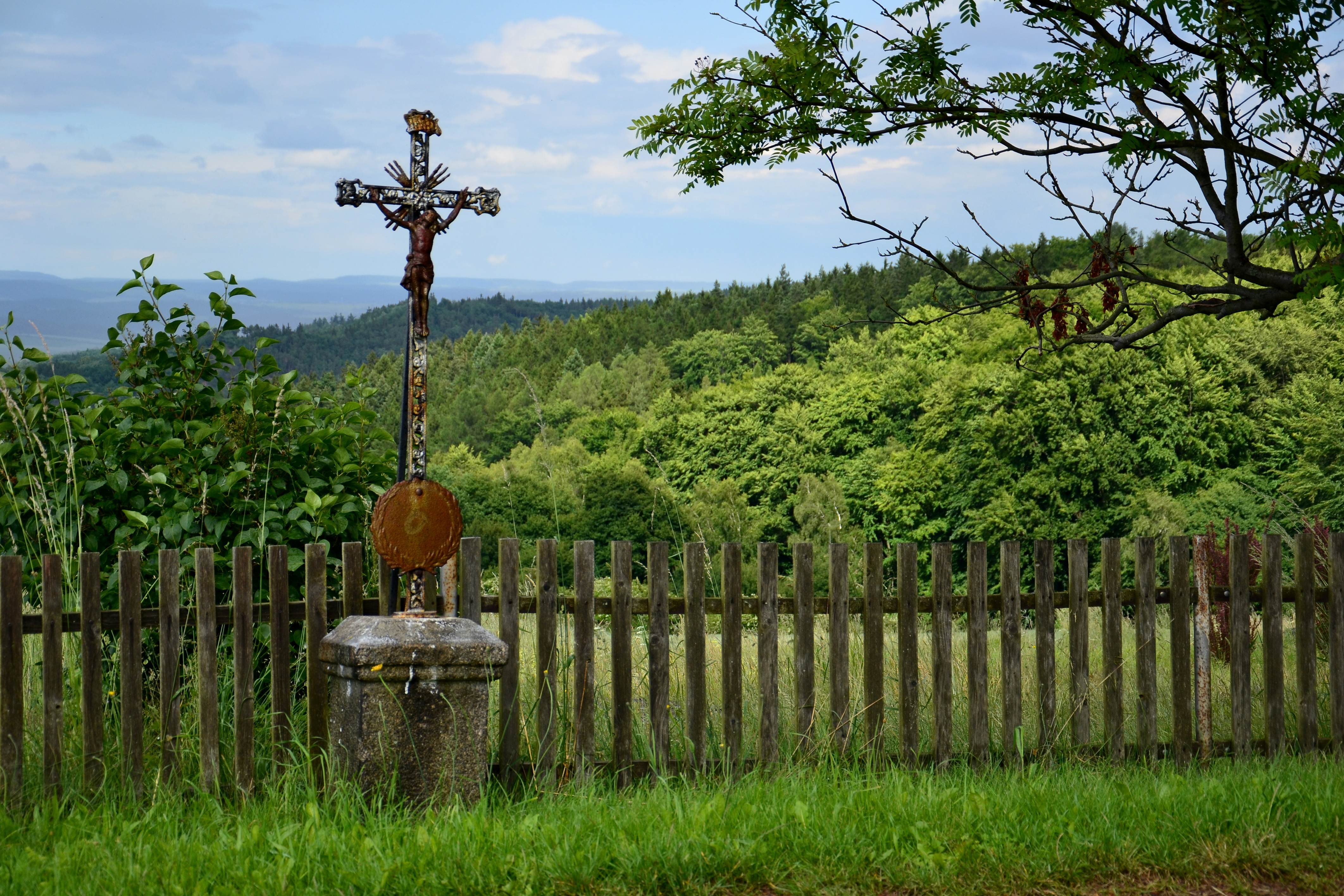
Kříž na okraji vesnice
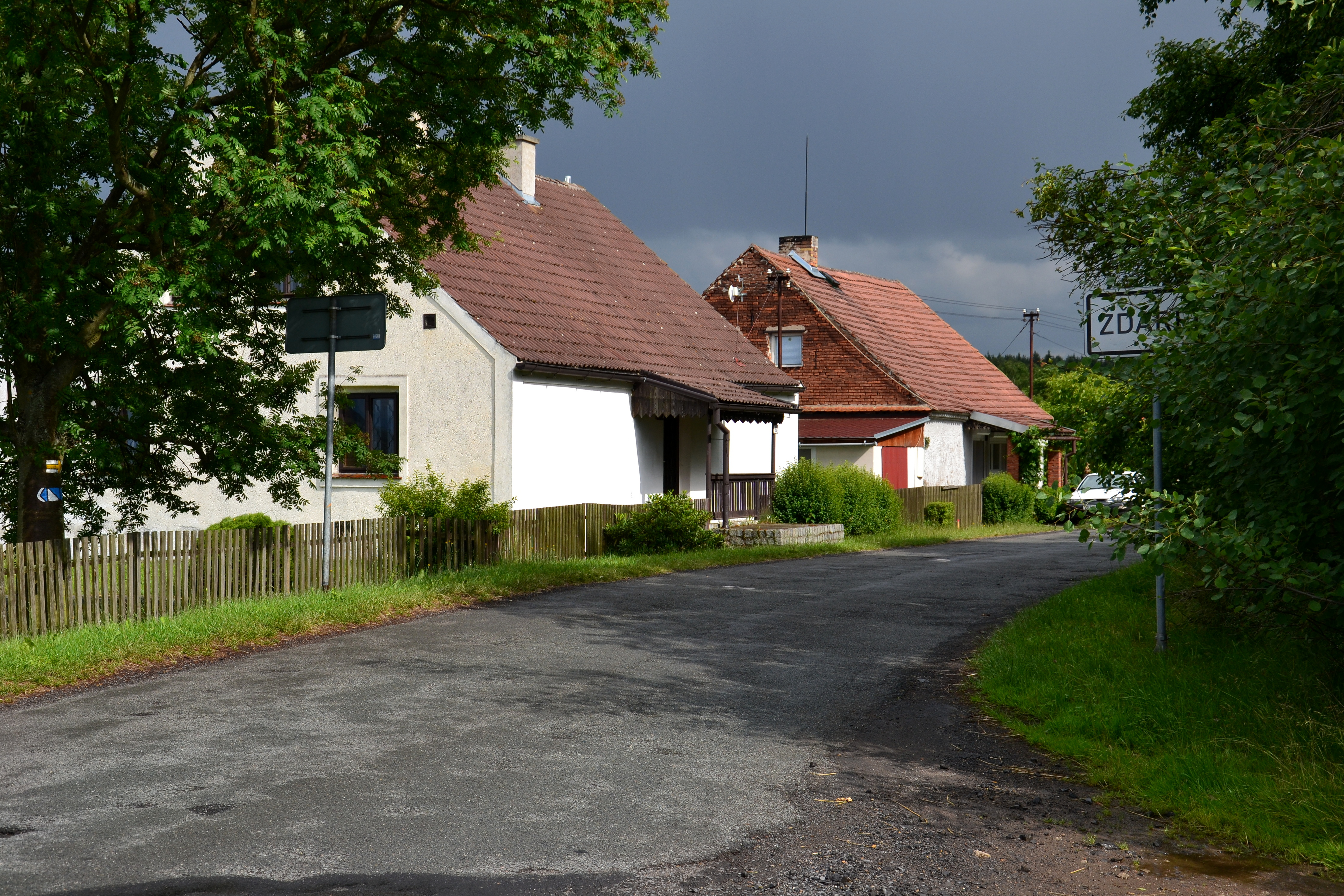
Vjezd do vesnice ze směru od Chyše